# 보르네올
보르네올(Borneol)은 용뇌(龍腦) 또는 보르네오 장뇌(樟腦)라고도 한다. 분자량 154, 녹는점 203~204℃이다. 상온에서 휘발하고 가열하면 승화한다. 이전에는 희귀약품 또는 향료로 사용되었다. d-보르네올은 보르네오섬, 수마트라섬에서 생산되는 용뇌수의 정유나 로즈마리, 라벤더유 속에 함유되고, ℓ-보르네올은 쥐오줌풀기름 속에 유리 또는 에스터 형태로 함유된다. 육방정계의 조각 모양 결정으로서 약간 장뇌와 비슷한 향기가 있으며 결정을 두드리면 금속성 소리가 난다. 식물로부터는 수증기 증류에 의해 얻어지고, 일반적으로는 장뇌의 환원 또는 피넨에 유기산을 작용시키는 등의 합성법에 의해 얻을 수 있다. 각종 화장품, 의약, 청량제 등에 쓰이며, 특히 힌두교도는 이것을 향료로 쓰고 있다. 라세미체도 여러 가지 정유 속에서 발견되며, 입체이성질체인 아이소보르네올도 있다.